# John V. McClusky
John V. McClusky ist ein US-amerikanischer Amateurastronom und Asteroidenentdecker.
Zwischen 1998 und 2005 entdeckte er insgesamt 140 Asteroiden.